# اچ‌ام‌اس ئی۲۷
اچ‌ام‌اس ئی۲۷ (به انگلیسی: HMS E27) یک زیردریایی بود که طول آن ۱۸۱ فوت (۵۵ متر) بود. این زیردریایی در سال ۱۹۱۷ ساخته شد.